# Atelornis pittoides
Atelornis pittoides е вид птица от семейство Brachypteraciidae.

## Разпространение
Видът е разпространен в Мадагаскар.